# Chevalier rouge (Lille)
Pour les articles homonymes, voir Chevalier rouge.

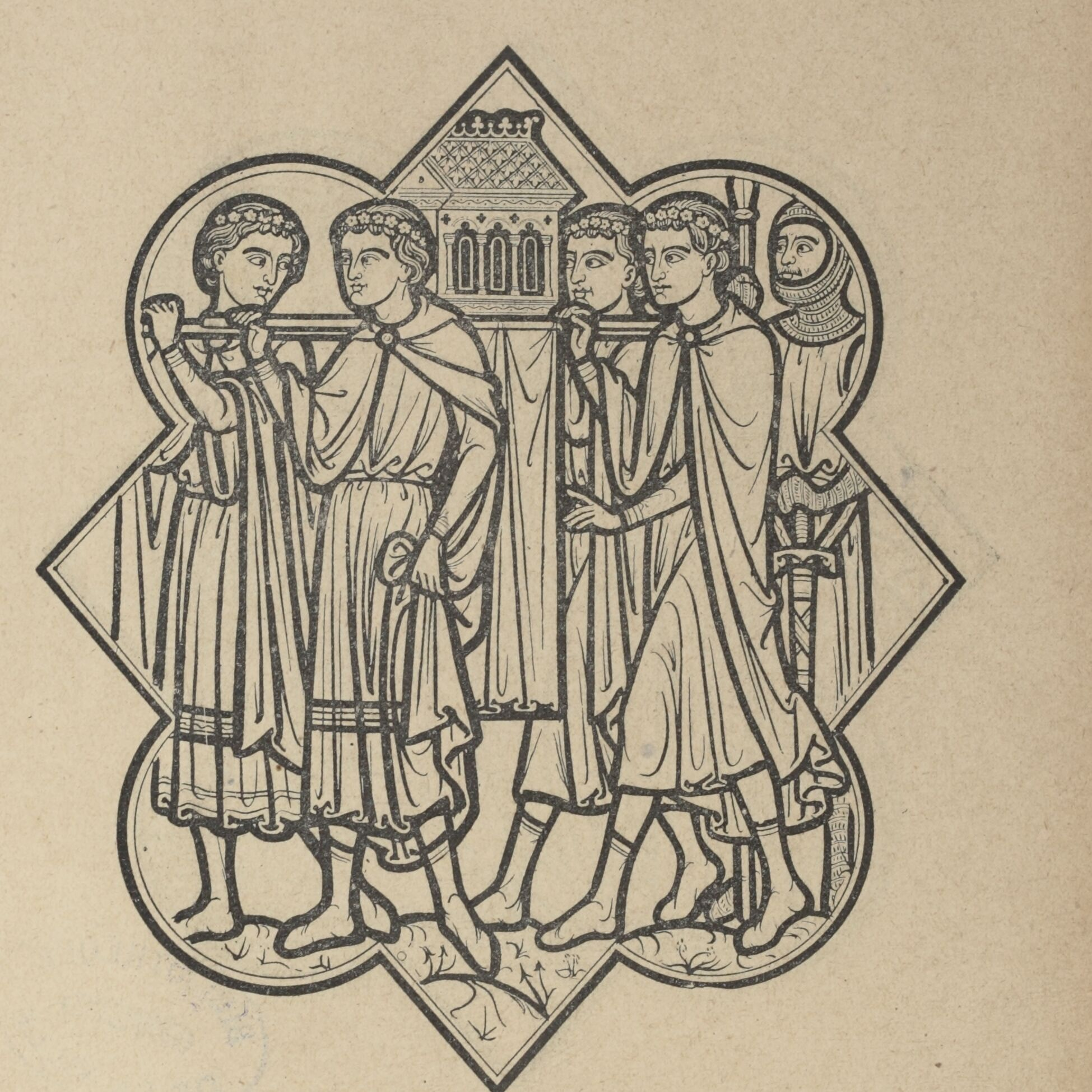
La Bonne Fierté et le Chevalier rouge, vitrail de Notre-Dame de la Treille par Didron, 1904. Le Chevalier rouge devait escorter la fierté de Notre-Dame de la Treille

Le Chevalier rouge devait figurer dans la Grande procession de Lille en expiation d'une faute commise au XIIIe siècle (violation de l'immunité de l'espace ecclésial). Cette présence fut maintenue pendant près de 3 siècles.

## Origine
En 1276, un clerc (Adam Blauwet) fut poursuivi dans la collégiale Saint-Pierre de Lille et pendu par Hellin II de Cysoing et sa troupe. Il fut ensuite condamné par la comtesse Marguerite et les plus hautes autorités à marcher sous forme de procession dans un habit écarlate, obligation qui fut transmise à ses descendants.

## La tradition
Hellin II mourut sans avoir accompli ses engagements mais l'obligation d’escorter la procession à cheval « en cotte vermeille de cendal ou d’écarlate » fut maintenue, et il fut possible au seigneur de Cysoing de se faire remplacer par son fils aîné ou par un « chevalier honnête ». Le seigneur de Cysoing risquait une amende de cinq cents livres s'il n'apparaissait pas à la procession de Lille. « De fait, à partir de cette année, le chevalier rouge parut à la procession jusqu’en 1578. Il arrivait au moment du départ, pénétrait à cheval sous le porche de l’église et s’inclinait devant le chapitre pour se mettre à sa disposition ; au retour, il se présentait et faisait constater qu’il avait rempli régulièrement son office ; pour faciliter son évolution à cheval, on recouvrait de nattes les dalles de marbre à l’entrée de l’église ». Vers la fin du XVIe siècle, à la suite des agitations causées par la Révolte des Gueux, des réformes eurent lieu et le Chevalier rouge disparut des processions,. On parle aussi d'un usage tombé en désuétude

## Postérité
En 1990, le Chevalier rouge devint l'un des Géants de Cysoing